# Limnephilus wittmeri
Limnephilus wittmeri là một loài Trichoptera trong họ Limnephilidae. Chúng phân bố ở miền Cổ bắc.